# Phymatopteris erythrocarpa
Phymatopteris erythrocarpa là một loài thực vật có mạch trong họ Polypodiaceae. Loài này được (Mett. ex Kuhn) Pic. Serm. miêu tả khoa học đầu tiên năm 1973.